# Études pour saxophone et piano (Koechlin)
Les Quinze études pour saxophone et piano op. 188 de Charles Koechlin forment un cycle de quinze études pour saxophone alto et piano, composées de 1942 à 1943.

## Composition
Charles Koechlin compose ses quinze études pour saxophone alto et piano en février 1942 pour la première, puis entre novembre 1942 et août 1943 pour les suivantes.
Les études 1, 2, 4, 9 et 15 sont publiées par les éditions E.F.M.-Technisonor en 1964, puis le recueil complet des 15 par les mêmes éditions en 1970 (rééditées par les éditions Billaudot, sous la supervision de Jean-Marie Londeix). La numérotation de la première publication intégrale est différente de celle adoptée par Koechlin dans ses manuscrits.
Les études 1, 2 et 4 sont créées le 14 mars 1962 par Jean-Marie Londeix et Pierre-Max Dubois au Cercle royal Gaulois artistique et littéraire (5 rue de la Loi) à Bruxelles. Le recueil complet est donné en première audition le 18 février 1963 à Paris, à Radio France, par Jean-Marie Londeix au saxophone alto et Janine Sassier au piano.

## Présentation
Les Quinze Études sont, en respectant la numérotation des manuscrits de Charles Koechlin :
1. « Pour les traits rapides ». Allegro molto animato (quasi presto) ( = 132) à 
 ;
2. « Pour les sons liés et le charme de la sonorité ». ( = 120-126 avec grâce, souple, mais en mesure) à 
 ;
3. « Pour le style soutenu et doux, en sons liés ». Andante con moto ( = 76) à quatre temps (noté ) ;
4. « Pour les arpèges ». Allegro vivo ( = 92) à 
 ;
5. « Pour les sons liés et le charme de la sonorité ». Allegretto très calme, presque Andante ( = 52) à 
 ;
6. « Pour les notes en staccato, et le mélange de legato et staccato ». Allegretto scherzando (et non Allegro vivace) ( = 116-120) à quatre temps (noté ) ;
7. « Pour la longueur de la respiration et l'égalité du son ». Allegro (la  rapide,  = 76-80) à 
 ;
8. « Pour la qualité du son dans un style soutenu et pour les nuances ». Très calme ( = 46-48) à 
 ;
9. « Pour la douceur des attaques ». Andantino ( = 46-48) à 
 — Allegretto con moto ( = 108) à 
 ;
10. « Pour la solidité du rythme ». Allegro (sans précipiter le mouvement) ( = 116-120) à 
 ;
11. « Pour l'égalité du son et pour les nuances ». Andantino sans lenteur ( = 72-76) à 
 ;
12. « Pour la légèreté du son ». Allegretto con moto ( = 63) à 
 ;
13. « Pour une sonorité soutenue et expressive pour la douceur du grave et de l'aigu ». Andante con moto ( = 96-100) à 
 ;
14. « Pour les accents qui doivent donner le rythme de la phrase ». Allegro ( = 168) à 
 ;
15. « Pour le charme du son dans un mouvement vif ». Andantino con moto, quasi allegretto ( = 76) à 
 ;

La durée d'exécution pour l'ensemble du cycle est d'environ 44 min.

## Analyse
Par leurs titres, les Quinze études de Charles Koechlin « font penser à un manuel de technique musicale » pour le saxophone alto, mais « sont à mille lieues de simples exercices ». Ces pièces montrent le talent du compositeur, « caméléon parmi les vents, capable d'un flot infini de mélodies ». Le piano « soutient le soliste en douceur, filant des phrases contrapuntiques secondaires autour des gracieuses mélodies ».

### Monographies
- Aude Caillet, Charles Koechlin : L'Art de la liberté, Anglet, Séguier, coll. « Carré Musique » (no 10), 2001, 214 p. (ISBN 2-84049-255-5).
- Robert Orledge, Charles Koechlin (1867-1950) His Life and Works, Harwood Academic Publishers, 1989, 457 p. (ISBN 3-7186-4898-9).